# I cavalieri della regina
I cavalieri della regina è un film del 1954 diretto da Mauro Bolognini.

## Trama
Avventura tutta nuova dei moschettieri di Dumas che questa volta devono salvare l'infanta di Spagna, promessa sposa del Delfino, dagli intrighi del Principe di Condé che vuole salire sul trono a qualunque costo.